# 沙朗 (旺代省)
沙朗（法語：Challans，法語發音：[ʃalɑ̃]），法国西部城市，卢瓦尔河地区大区旺代省的一个市镇，隶属于莱萨布勒多洛讷区，其市镇面积为65.47平方公里，2022年1月1日时人口数量为22,890人，在法国城市中排名第445位。
沙朗位于旺代省西北部，布列塔尼沼泽东南侧，是一个区域性的中心城市和交通枢纽，多条公路在此交汇。

## 地名来源
“沙朗”一名来源于高卢语单词“kal”，意为“岩石”，引申含义为“庇护所、城镇”。

## 历史

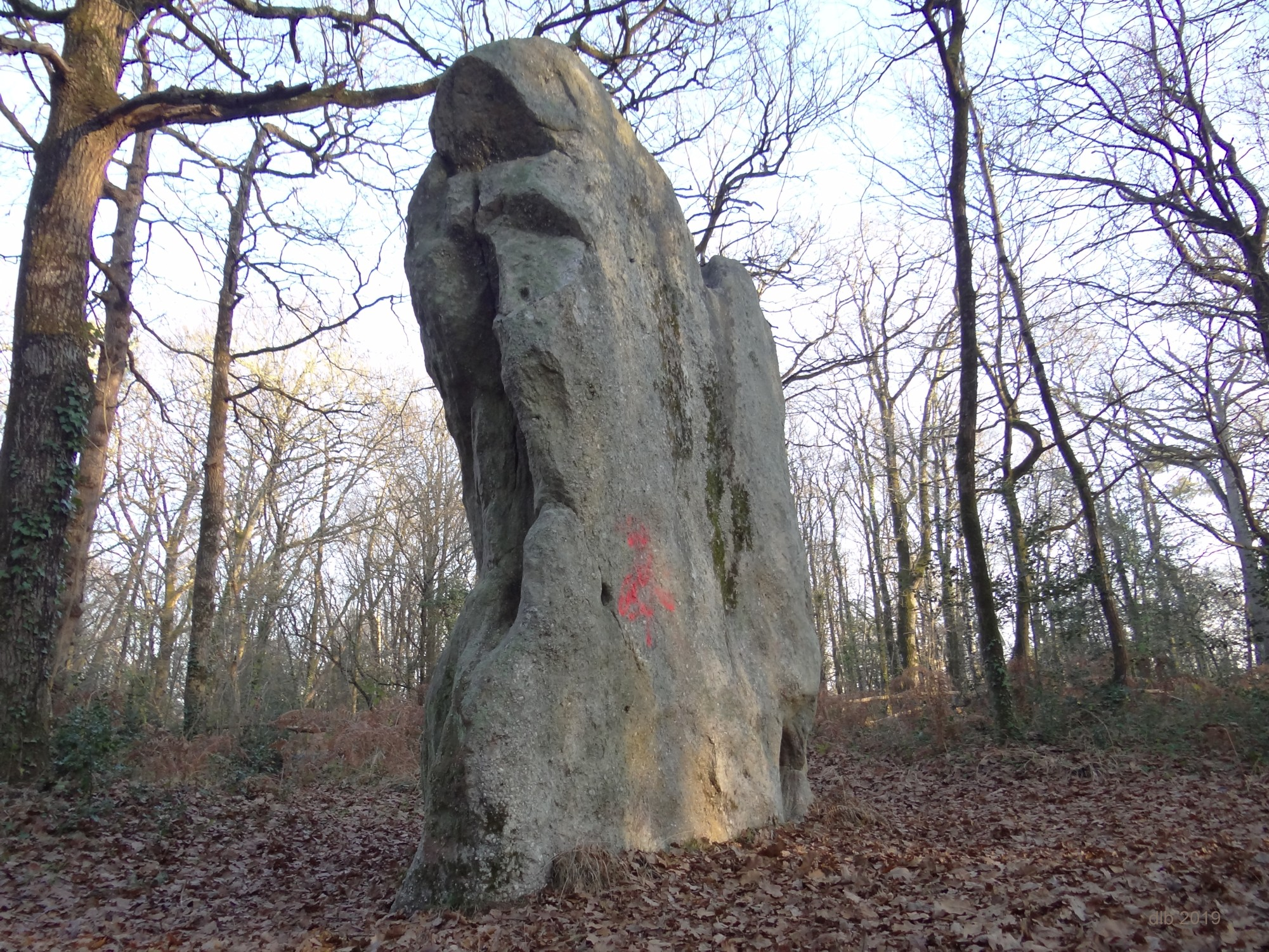
沙朗的一处巨石

沙朗在新石器时期就已出现人类活动，其附近的苏朗境内有韦里巨石阵。中世纪时期，沙朗长期为下普瓦图的一处普通聚落，其西侧和南侧区域彼时为大西洋的一处浅水湾，不适合航运。中世纪末期以后，该区域海岸线向西延伸，形成布列塔尼沼泽。1622年，来自苏比斯的新教徒军队占领了沙朗，并赶走了路易十三的军队，在沙朗修建了一处新教教堂。法国大革命后，沙朗成为旺代省的一个市镇。旺代保皇军曾多次试图占领沙朗，并于1794年4月7日和6月6日两次发动围城战，但均未能成功。1827年，孔德里（Condrie）整体并入沙朗。工业革命时期，多条铁路在沙朗交汇。1913年，沙朗市政厅建成。二战后，随着旅游业的发展，沙朗境内出现了多处游客接待设施以及疗养院，当地常住人口数量逐年增加。2008年，新沙朗市政厅建成，原市政厅大楼被改造成为多媒体中心。
在地方历史文化研究方面，1993年，当地历史爱好者成立了西北旺代历史研究学会（Société d'Histoire et d'Étude du Nord-Ouest Vendée）。

## 地理

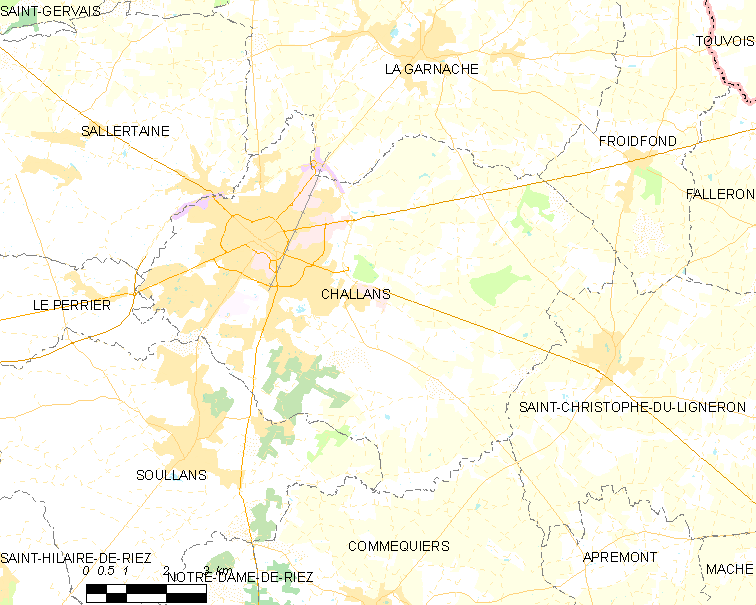
沙朗市镇范围地图

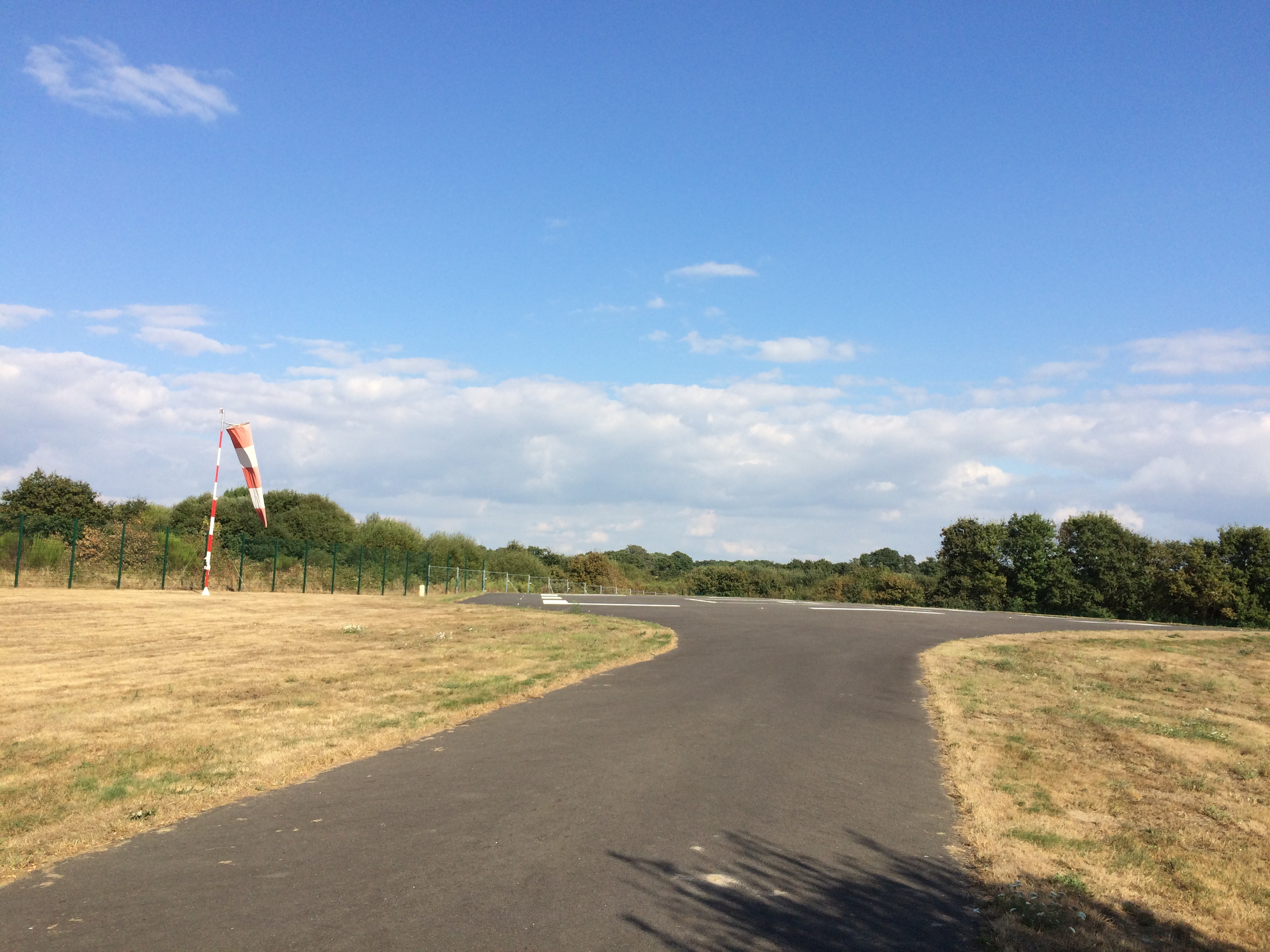
沙朗郊区的一处停机坪

沙朗位于法国西部，卢瓦尔河地区大区西南部和旺代省西北部，距离省会永河畔拉罗什大约42公里。与沙朗接壤的市镇包括：科姆基耶、弗鲁瓦丰、拉加尔纳什、勒佩里耶、利涅龙河畔圣克里斯托夫、萨莱尔泰讷、苏朗。

### 地形
沙朗位于布列塔尼沼泽东南侧，境内以平原为主，市镇中心地势较为平坦，东部略有起伏，全境海拔在1到64米之间。

### 水文
一条连接沙朗市区和大西洋的无名小溪经人工改造后成为萨莱尔泰讷渠（étier de Sallertaine）。

### 植被
沙朗属于温带阔叶混交林区，市区内的主要绿地公园包括拉库尔索迪耶尔公园（Parc de la Coursaudière）、拉瑞西耶尔公园（Parc de la Jusière）、勒布勒伊树林（Bois du Breuil）等，均常年免费向公众开放。
在鲜花城市的评比中，沙朗被评为2星级鲜花城市。

### 气候
沙朗在柯本气候分类法中属于温带海洋性气候。
距离沙朗最近的常年气象站位于勒佩里耶境内设有气象站，以下为该气象站的数据（其中日照数据取自南特）
| 勒佩里耶1981年－2019年 | 勒佩里耶1981年－2019年 | 勒佩里耶1981年－2019年 | 勒佩里耶1981年－2019年 | 勒佩里耶1981年－2019年 | 勒佩里耶1981年－2019年 | 勒佩里耶1981年－2019年 | 勒佩里耶1981年－2019年 | 勒佩里耶1981年－2019年 | 勒佩里耶1981年－2019年 | 勒佩里耶1981年－2019年 | 勒佩里耶1981年－2019年 | 勒佩里耶1981年－2019年 | 勒佩里耶1981年－2019年 |
| 月份                   | 1月                    | 2月                    | 3月                    | 4月                    | 5月                    | 6月                    | 7月                    | 8月                    | 9月                    | 10月                   | 11月                   | 12月                   | 全年                   |
| ---------------------- | ---------------------- | ---------------------- | ---------------------- | ---------------------- | ---------------------- | ---------------------- | ---------------------- | ---------------------- | ---------------------- | ---------------------- | ---------------------- | ---------------------- | ---------------------- |
| 历史最高温 °C（°F）    | 16.5 (61.7)            | 19.2 (66.6)            | 24.6 (76.3)            | 28.6 (83.5)            | 31 (88)                | 36.1 (97.0)            | 37.4 (99.3)            | 37.1 (98.8)            | 33 (91)                | 28.5 (83.3)            | 21.1 (70.0)            | 17 (63)                | 37.4 (99.3)            |
| 平均高温 °C（°F）      | 9.7 (49.5)             | 10.6 (51.1)            | 13.2 (55.8)            | 15.4 (59.7)            | 19.3 (66.7)            | 22.4 (72.3)            | 24.1 (75.4)            | 24.7 (76.5)            | 21.9 (71.4)            | 17.6 (63.7)            | 13 (55)                | 9.8 (49.6)             | 16.8 (62.2)            |
| 日均气温 °C（°F）      | 6.7 (44.1)             | 7.1 (44.8)             | 9.2 (48.6)             | 11.1 (52.0)            | 14.8 (58.6)            | 17.5 (63.5)            | 19.1 (66.4)            | 19.4 (66.9)            | 16.7 (62.1)            | 13.7 (56.7)            | 9.5 (49.1)             | 6.7 (44.1)             | 12.6 (54.7)            |
| 平均低温 °C（°F）      | 3.8 (38.8)             | 3.6 (38.5)             | 5.1 (41.2)             | 6.7 (44.1)             | 10.2 (50.4)            | 12.6 (54.7)            | 14.1 (57.4)            | 14.1 (57.4)            | 11.5 (52.7)            | 9.7 (49.5)             | 6.1 (43.0)             | 3.7 (38.7)             | 8.4 (47.1)             |
| 历史最低温 °C（°F）    | −10.2 (13.6)           | −8.7 (16.3)            | −8.5 (16.7)            | −3 (27)                | 0.5 (32.9)             | 4.2 (39.6)             | 7.2 (45.0)             | 5.7 (42.3)             | 1.7 (35.1)             | −5 (23)                | −7.2 (19.0)            | −9 (16)                | −10.2 (13.6)           |
| 平均降水量 mm（）      | 76.8 (3.02)            | 62.7 (2.47)            | 48.4 (1.91)            | 58 (2.3)               | 52 (2.0)               | 40.4 (1.59)            | 36.3 (1.43)            | 40.1 (1.58)            | 67.9 (2.67)            | 100.3 (3.95)           | 94.8 (3.73)            | 86 (3.4)               | 763.7 (30.07)          |
| 月均日照時數           | 73.2                   | 97.3                   | 141.3                  | 169.8                  | 189                    | 206.5                  | 213.7                  | 226.8                  | 193.8                  | 118.2                  | 85.8                   | 76.1                   | 1,791.5                |
| 来源：infoclimat.fr    |                        |                        |                        |                        |                        |                        |                        |                        |                        |                        |                        |                        |                        |

## 行政区划
沙朗是法国卢瓦尔河地区大区旺代省的一个市镇，编号为85047。沙朗隶属于莱萨布勒多洛讷区和旺代省第一选区，管理沙朗县，同时也是沙朗-古瓦市镇公共社区的办公驻地。
法国国家统计与经济研究所（简称）在进行数据统计时，将沙朗及相邻的另外两个市镇设为沙朗城市核心区以及沙朗城市区（Aire urbaine de Challans）。自2020年起，沙朗城市区被包含12个市镇的沙朗城市辐射区代替。此外，还将沙朗市镇分为了6个“块区”（IRIS），以便于统计人口分布情况。

## 交通

### 公路
旺代省省道D21线、D32线、D58线、D69线、D205线、D753线和D948线在沙朗境内交汇。卢瓦尔河地区大区下属的城际客运提供巴士线路，可前往省会永河畔拉罗什。
| 4 南特 尼奥尔 | 47 |

| 永河畔拉罗什 | 42 |

| 圣吉勒-克鲁瓦德维 | 21 |

| 南特 | 59 |

| 圣纳泽尔 | 69 |

| 莱萨布勒多洛讷 | 44 |

| 圣让德蒙 | 16 |

2018年，81.1%的沙朗家庭拥有至少一辆私人汽车。2019年，沙朗境内共发生各类交通事故9起，造成14人受伤。

### 铁路

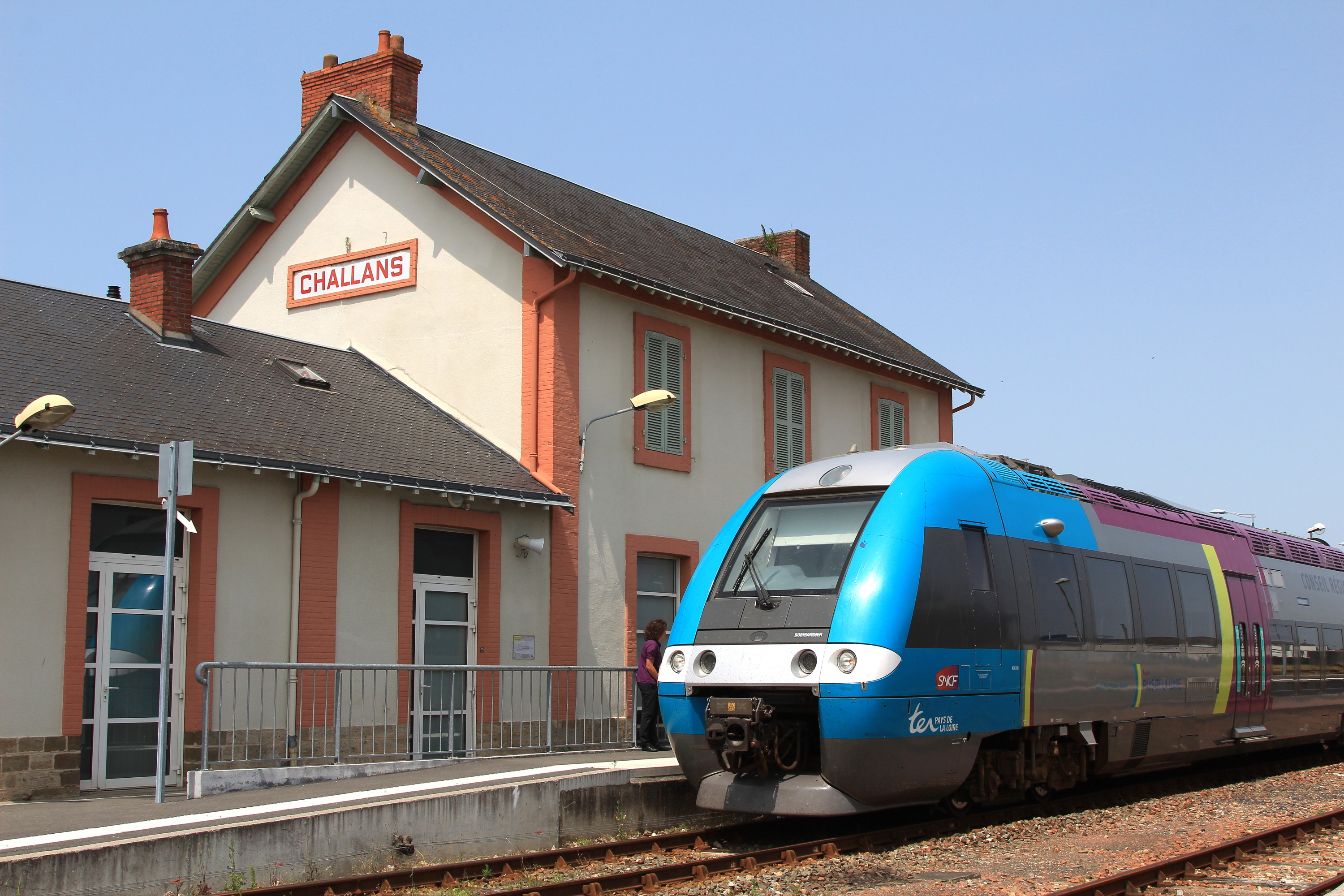
沙朗火车站内停靠的列车

沙朗位于南特－永河畔拉罗什铁路上。沙朗站位于市区东部，停靠往返于南特和圣吉勒-克鲁瓦德维一线的区域列车。

### 航空
距离沙朗最近的民用航空站为南特机场，距离沙朗市中心的公路里程约55公里。

### 城市公共交通
沙朗城市公共交通（商业名称为）是当地的城市公共交通系统。截至2022年2月，该系统共包括四条公交线路，每周二、五早晨和三、六下午运行，免费向公众开放，其路网覆盖了沙朗市区内的主要街道和居民区。

## 政治

### 市政内阁

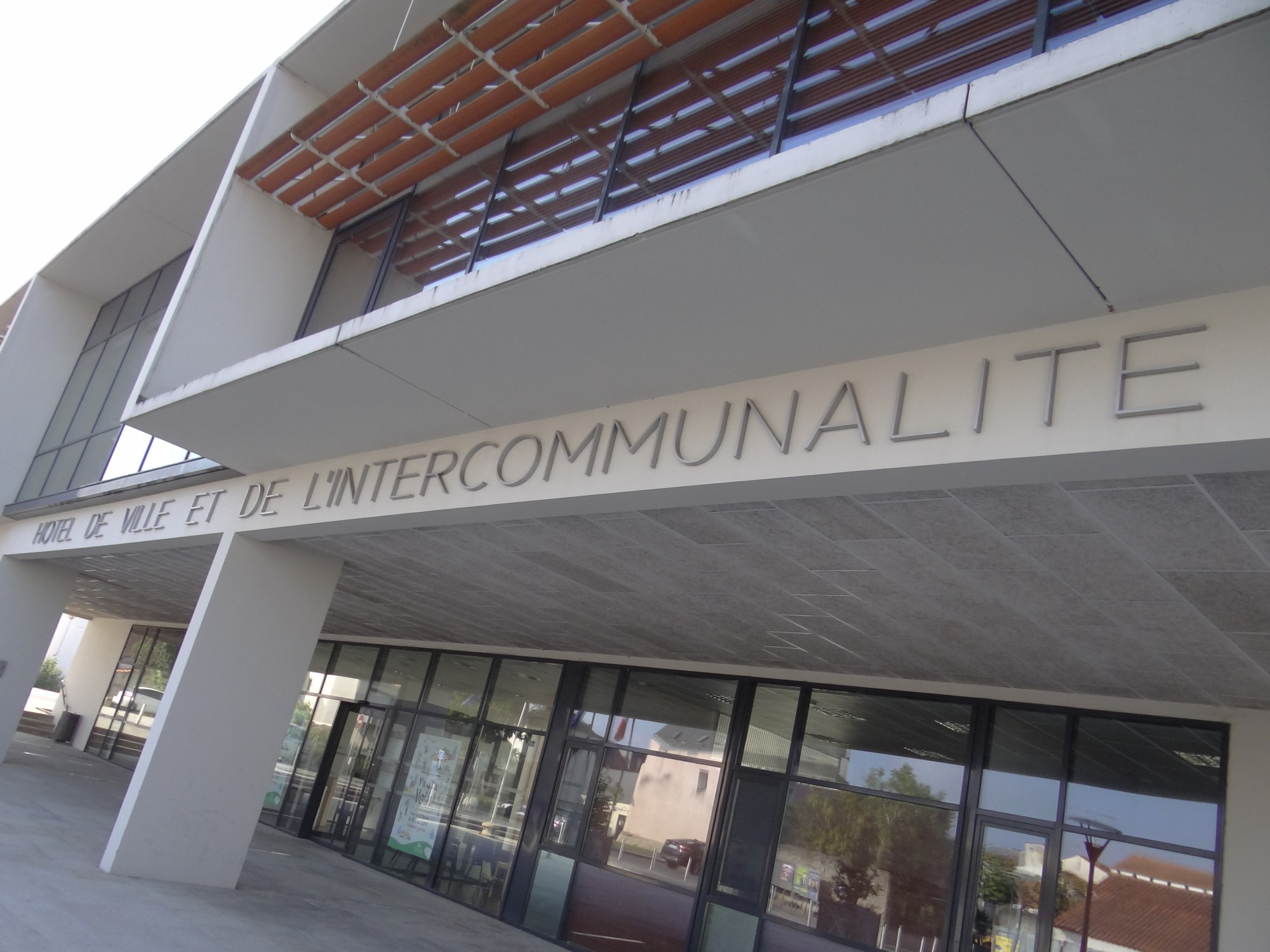
沙朗市镇公共社区办公室

沙朗的现任市长为雷米·帕斯克罗先生（Rémi Pascreau），他是一名中间派，在2020年的市政选举中获得了49.48%的支持率。
| 沙朗历届市长   | 沙朗历届市长                      | 沙朗历届市长                                  |
| 任期           | 市长                              | 党派                                          |
| -------------- | --------------------------------- | --------------------------------------------- |
| 1945年－1959年 | Victor Charbonnel 维克托·沙博内尔 | 不详                                          |
| 1959年－1983年 | Jean Léveillé 让·莱韦耶           | RI独立激进党 →UDF法国民主联盟 →PR法国共和人党 |
| 1983年－1994年 | Louis-Claude Roux 路易-克洛德·鲁  | DVD右翼无党派人士                             |
| 1994年－1995年 | Gérard Plessis 热拉尔·普莱西      | 無黨籍                                        |
| 1995年－2008年 | Louis Ducept 路易·迪塞            | MPF保卫法国运动                               |
| 2008年－2020年 | Serge Rondeau 塞尔日·龙多         | DVD右翼无党派人士                             |
| 2020年－       | Rémi Pascreau 雷米·帕斯克罗       | DVC混杂中间派                                 |

### 各级选举
| 沙朗历届投票选举结果 | 沙朗历届投票选举结果 | 沙朗历届投票选举结果 | 沙朗历届投票选举结果 | 沙朗历届投票选举结果        | 沙朗历届投票选举结果 | 沙朗历届投票选举结果 | 沙朗历届投票选举结果        | 沙朗历届投票选举结果 | 沙朗历届投票选举结果 |
| 选举项目             | 选举范围             | 选区单位             | 选举结果             | 选举结果                    | 选举结果             | 选举结果             | 选举结果                    | 选举结果             | 参考资料             |
| 选举项目             | 选举范围             | 选区单位             | 第一轮胜出者         | 第一轮胜出者                | 支持率               | 第二轮胜出者         | 第二轮胜出者                | 支持率               | 参考资料             |
| -------------------- | -------------------- | -------------------- | -------------------- | --------------------------- | -------------------- | -------------------- | --------------------------- | -------------------- | -------------------- |
| 2017年法國總統選舉   | 法國                 | 市镇                 |                      | 弗朗索瓦·菲永               | 27.57%               |                      | 埃马纽埃尔·马克龙           | 68.68%               | [ 26 ]               |
| 2017年法国立法选举   | 旺代省第一选区       | 市镇                 |                      | 菲利普·拉通布               | 41.87%               |                      | 菲利普·拉通布               | 53.27%               | [ 26 ]               |
| 2019年欧洲议会选举   | 法國                 | 市镇                 |                      | Renaissance                 | 27.25%               | （不适用）           | （不适用）                  | （不适用）           | [ 26 ]               |
| 2021年法国省级选举   | 旺代省               | 县                   |                      | 雷米·帕斯克罗 纳迪娅·拉布罗 | 57.95%               |                      | 雷米·帕斯克罗 纳迪娅·拉布罗 | 77.08%               | [ 27 ]               |
| 2021年法国省级选举   | 旺代省               | 市镇                 |                      | 雷米·帕斯克罗 纳迪娅·拉布罗 | 60.87%               |                      | 雷米·帕斯克罗 纳迪娅·拉布罗 | 78.27%               | [ 27 ]               |
| 2021年法国大区选举   |                      | 市镇                 |                      | 克丽丝泰勒·莫朗赛           | 40.06%               |                      | 克丽丝泰勒·莫朗赛           | 51.65%               | [ 28 ]               |

## 人口
2018年，沙朗市镇人口数量为20,898，在法国排名第445位。其中男性9,810人，女性11,088人，75岁及以上人口占12.1%，外籍人口数量为3,576人，人口密度为322人/平方公里，当地居民被称为（男性）或（女性）。2019年，沙朗境内出生149人，死亡人口266人。
| 沙朗1901年－2019年人口变化情况 |
|                                |
| 数据来源：Cassini、INSEE       |

## 经济

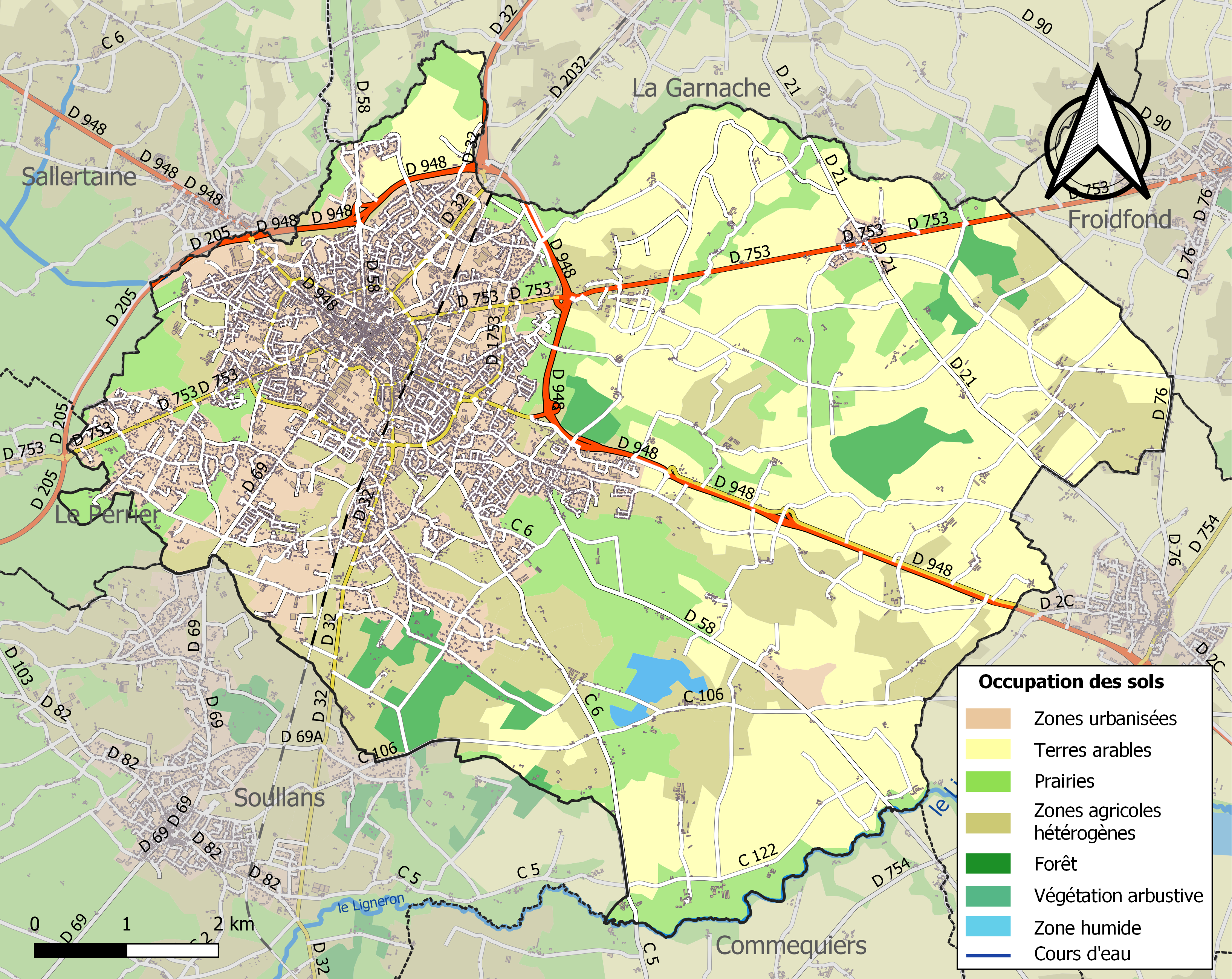
沙朗土地利用情况地图

沙朗是一个区域性的中心城市。截止2022年2月，沙朗市镇范围内共有各类用人单位（包含自雇）3,255家，平均历史为16年，其中97.93%为中小型企业（PME）。（房梁生产）、（大型零售）及（大型零售）是当地2020年营业额最高的三个企业，分别为95,791,970欧元、87,351,137欧元和70,841,550欧元。

## 财政与居民收入
2020年，沙朗的财政收入总额为24,036,100欧元，财政支出总额为19,028,400欧元，当年的债务总额为25,188,200欧元。2021年，沙朗共获得1,429,578欧元的国家财政补助，比上一年减少了1.4%。
2019年，沙朗的人均月收入总额为2,049欧元，其中高级职员为3,787欧元，低于法国平均水平（4,230欧元）；中级职员为2,307欧元，低于法国平均水平（2,411欧元）；普通职员为1,676欧元，亦低于法国平均水平（1,740欧元）。
2018年，沙朗境内的青壮年（15至64岁）失业率为13.9%，当地49.2%的家庭拥有纳税资格，平均纳税2,968欧元，低于法国平均水平（3,910欧元）。

## 社会事务

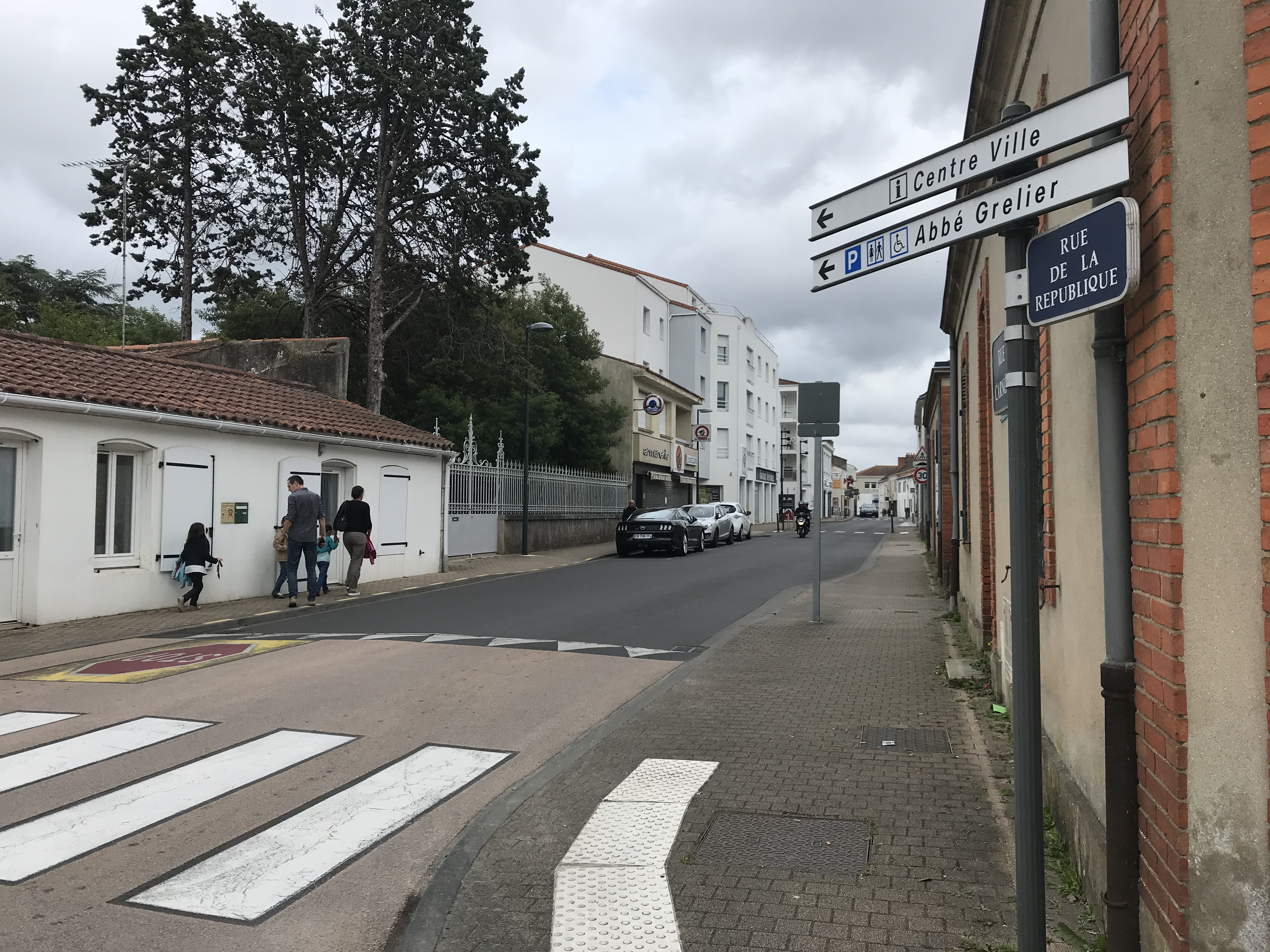
沙朗共和国街

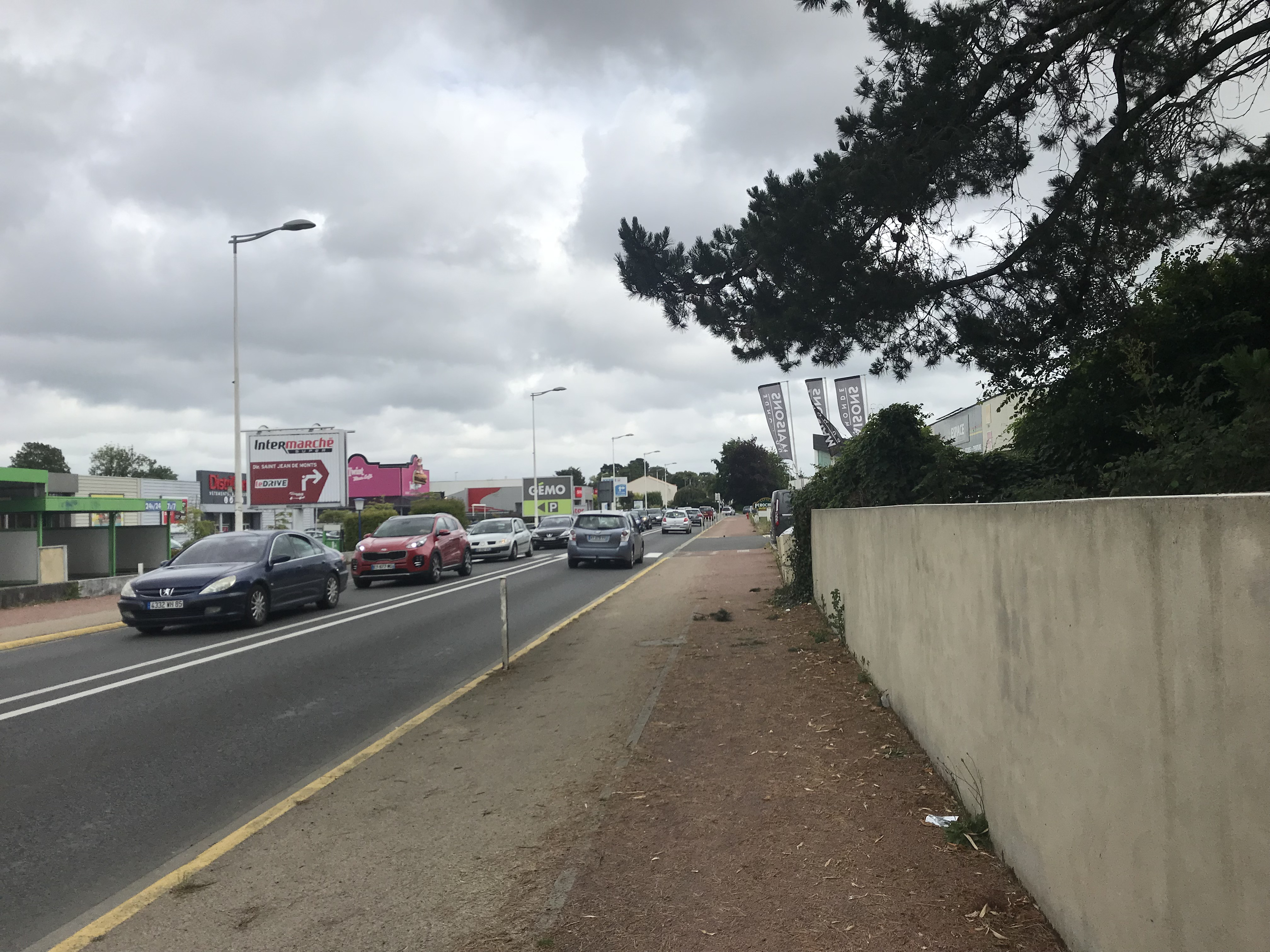
沙朗西北部的商业街区

### 教育
沙朗属于南特学区。截止2020年1月1日，沙朗境内共有3所幼儿园、6所小学、2所初级中学、2所普通高中、1所农业高中和1所职业高中。2018至2019学年度，沙朗境内共有在校中等教育阶段学生4,294名。

### 医疗
截止2020年1月1日，沙朗境内共有全科医生17名、保健师32名、牙医17名、护士33名、眼科医生11名、皮肤科医生2名、助产士6名、儿科医生1名和妇科医生1名。境内共有药房6家、养老院2家、残疾人帮扶中心5家。
沙朗是“卢瓦尔-旺代-海洋中心医院”（Centre Hospitalier de Loire-Vendée-Océan）的服务范围，后者是法国的一个区域性医疗机构，其主病区位于沙朗市区，设有床位376个，是当地规模最大的公立综合性医院。

### 住房
2018年，沙朗境内共有各类住房10,980套，其中79.3%为独立式居民区，20.5%为集中式居民区。常住房屋占沙朗市镇范围内居民建筑总量的90.8%。
在住房保障政策方面，2020年，沙朗境内共有1,700户家庭获得了住房经济补助，受益人数占总人口数量的8.1%，其中1,593份为房租补助。

### 商业
2019年，沙朗境内共有各类实体商铺673家，其中餐厅63家、大型超市9家、杂货店4家、面包房21家、肉铺6家、书店6家、装饰品店9家、银行门店15家、美容美发店37家、汽车维修店35家。市区西北部建有大型开放式商业街区，有E.Leclerc、Gémo、Intersport、Action、Lidl、Darty等购物超市。

### 体育
2020年，沙朗境内共有2家游泳池、9间体育馆、2座综合体育场、14处网球场、4处足球或橄榄球场以及7处篮球或排球场。
截至2022年2月，沙朗足球俱乐部（编号548894）是当地唯一的注册足球俱乐部，该队成立于1919年，其主队2021至2022赛季参加法国全国丙组联赛（法国第五级别），其主场让·莱韦耶市政球场（Stade municipal Jean Léveillé）位于市区中南部。
沙朗篮球俱乐部则是当地的一支橄榄球俱乐部，成立于1936年，法国男子篮球全国甲组联赛A组（法国第三级别）。

### 环境
沙朗的环境事务由其所属的沙朗-古瓦市镇公共社区负责。2019年，沙朗境内共有1家污染企业。

### 治安
2019年，沙朗市镇范围内有1处宪兵队。
沙朗所在地是莱萨布勒多洛讷国家宪兵队的管辖范围。2020年，该宪兵队辖区内共79个市镇累计发生各类案件6,360起，其中盗窃类案件3,359起，经济类案件1,112起，毒品交易类案件239起。

## 文化
2020年，沙朗境内共有1家剧场、1家电影院和1家音乐厅。沙朗市政府开设狄德罗多媒体中心（Médiathèque Diderot），每周二、三、五、六向公众开放。

### 建筑
沙朗境内有多处历史建筑，其中法国国家文物保护单位包括拉韦里城堡、库德里驻兵站（Commanderie de Coudrie）等，沙朗圣母升天教堂（Église Notre-Dame-de-l'Assomption de Challans）则是当地的地标性建筑物。

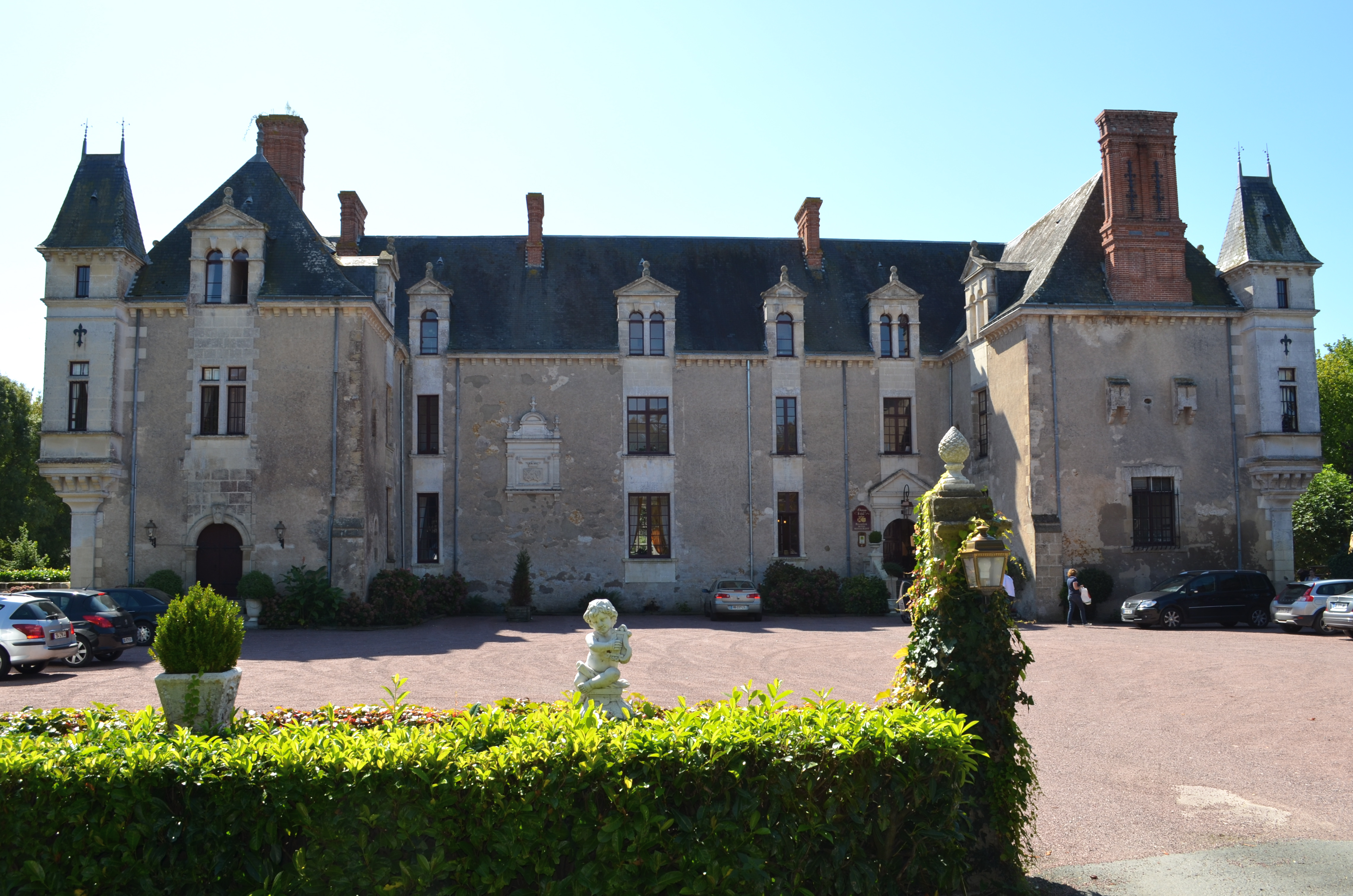
拉韦里城堡（法语：Château de la Vérie）
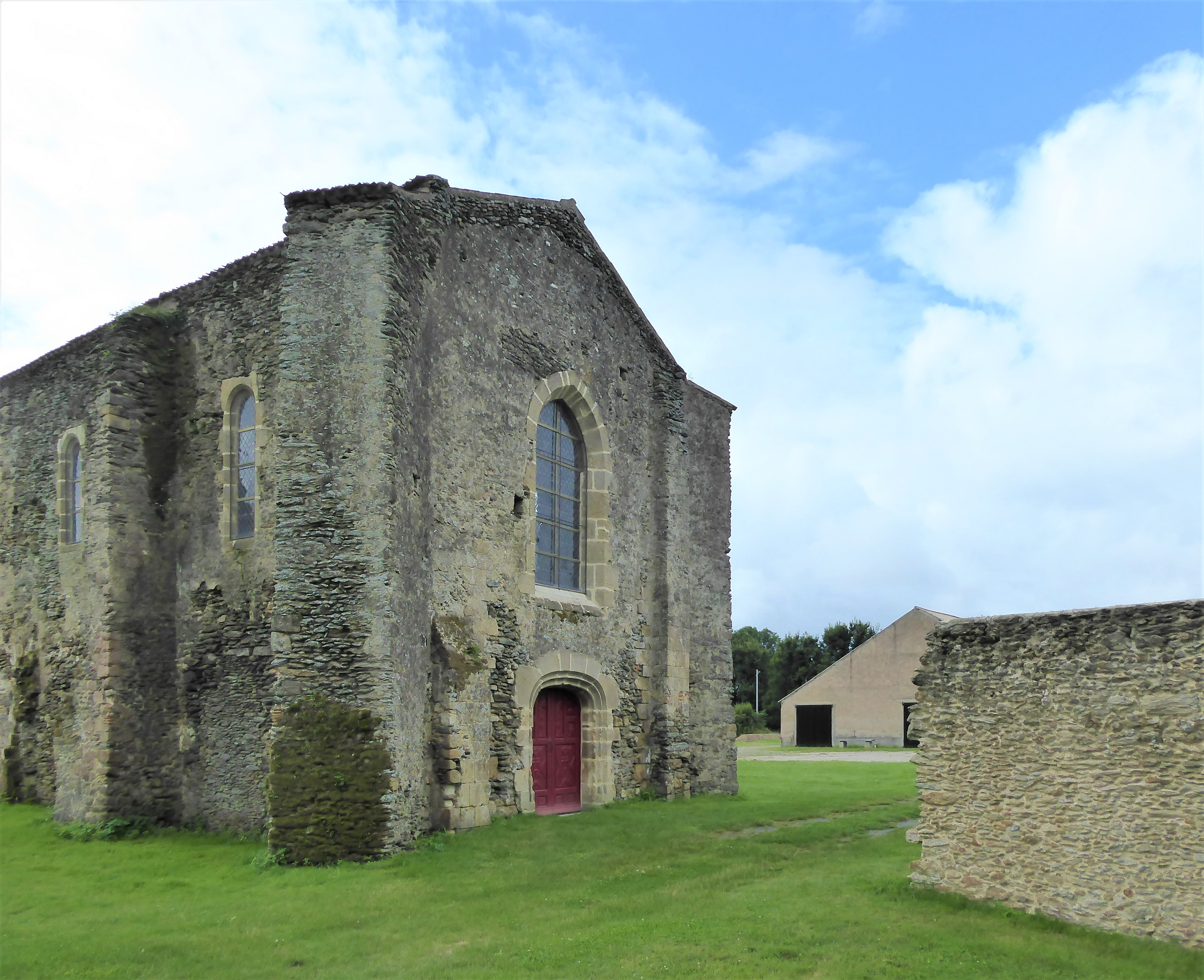
库德里驻兵站旧址
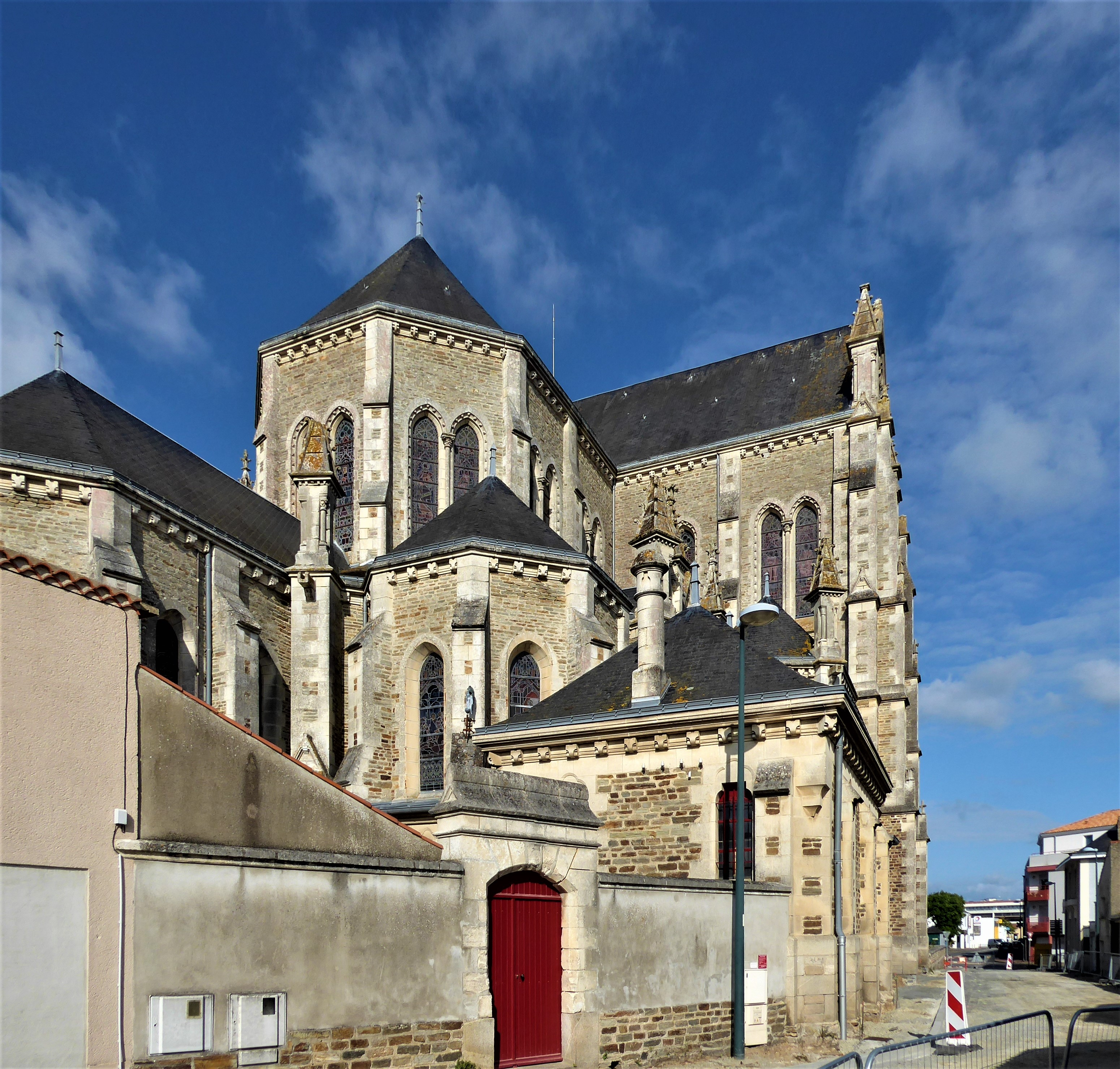
圣母升天教堂
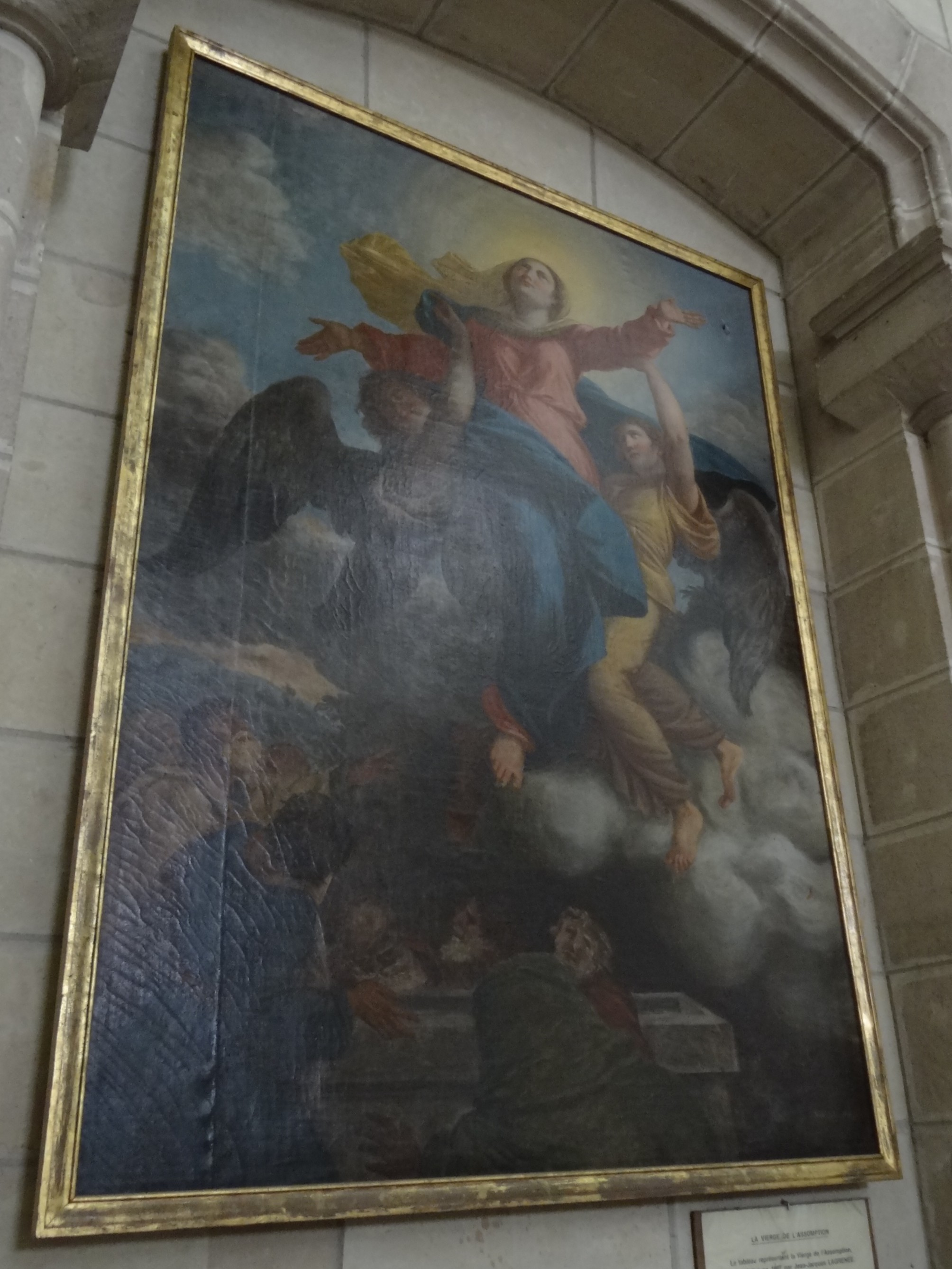
教堂壁画
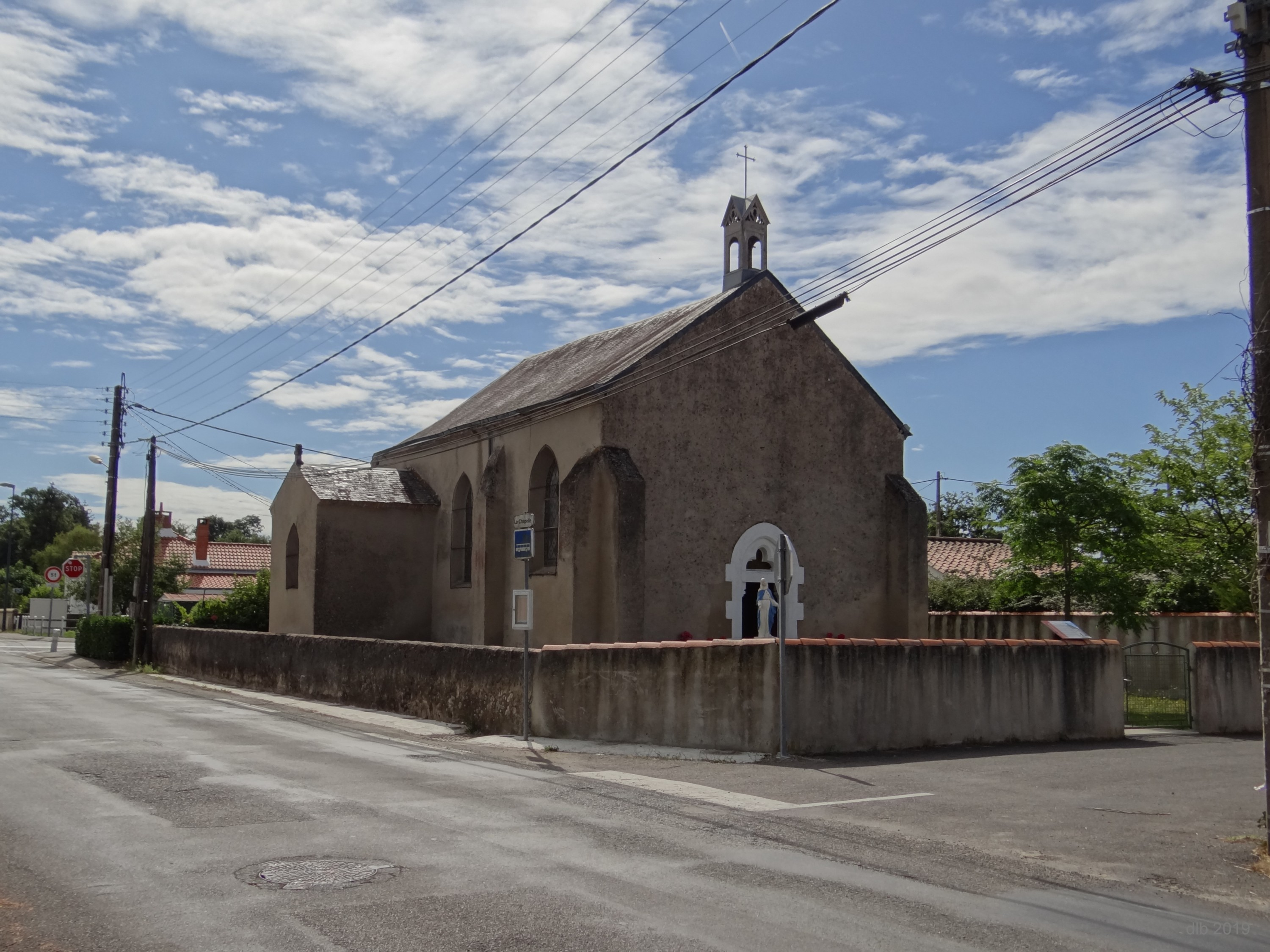
布卢瓦尔小教堂
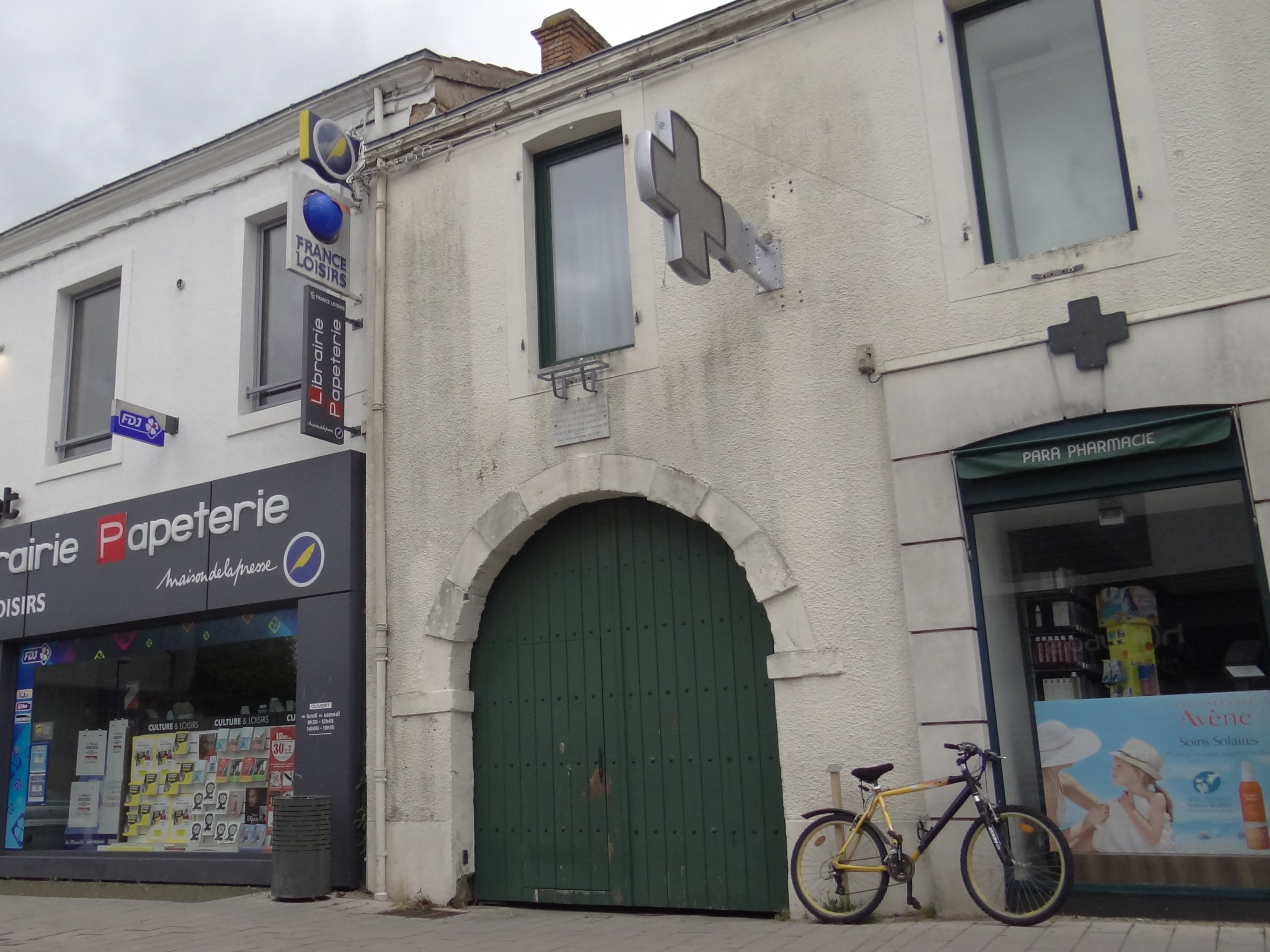
路易十三旧居
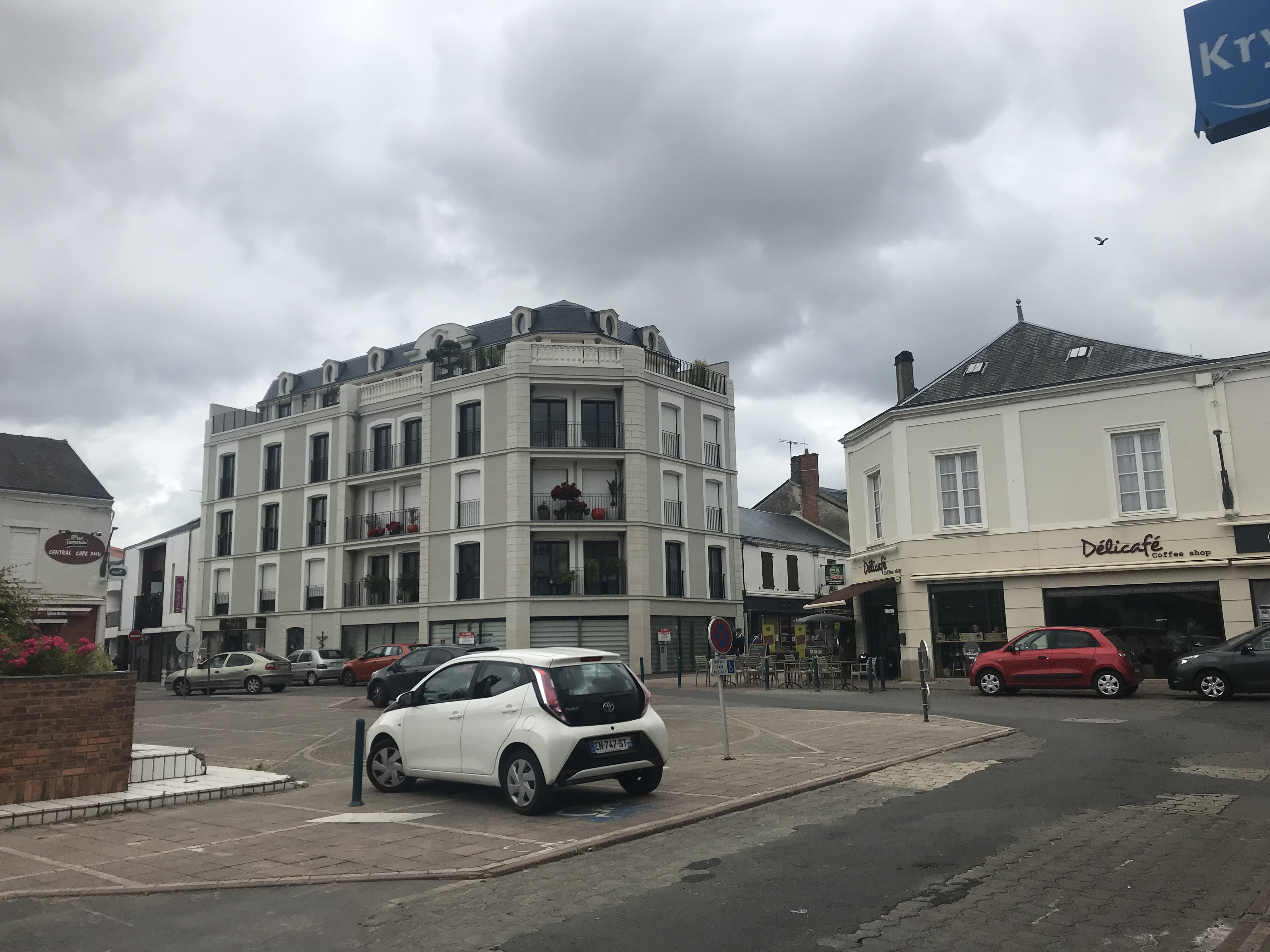
市中心民居

### 旅游
沙朗的旅游事务由其所属的沙朗-古瓦市镇公共社区负责。2021年，沙朗境内共有7家酒店共计135间房间；另有1个露营地，可容纳共213辆露营车。

### 媒体
法国主要的媒体均可在沙朗接收，法国电视三台下属的卢瓦尔河地区大区频道在部分时段播出沙朗所属区域的地方新闻。《旺代邮报》、蓝色法兰西海滨卢瓦尔广播、旺代电视台等是当地主要的地方媒体。

## 友好城市
截至2022年2月，沙朗共与一座城市互为友好城市关系：
- 義大利 萨龙诺